# Künzler (Familie)
Die Künzler sind eine Familie aus Walzenhausen im Schweizer Kanton Appenzell Ausserrhoden. 

## Geschichte
Angehörige der aus dem Bregenzerwald stammenden Künzler kamen spätestens 1446 als Lehensleute des Klosters Magdenau auf den Hof Walzenhausen, welchen die Brüder Hans Künzler und Jos Künzler im Jahr 1487 erwarben. Deren Nachkommen erreichten im Land Appenzell sowie in St. Margrethen einflussreiche Positionen. Sie gelten als Gründer der Gemeinde Walzenhausen. Der Bau der dortigen Kirche 1638 war fast eine reine Familienangelegenheit. 
Ihren politischen Höhepunkt erreichte die Familie Mitte des 17. Jahrhunderts mit der Wahl der Brüder Bartholome Künzler, Schulmeister und Wirt, und Conrad Künzler, Hauptmann, Winzer, Wirt und Chronist, zum Landschreiber bzw. Landesfähnrich und später zum Landesstatthalter Ausserrhodens. 
Die Künzler stellten zudem bis 1741 in ihrer Heimatgemeinde zahlreiche Gemeindehauptleute und Schulmeister und versahen von 1638 bis 1741 ununterbrochen das Mesmeramt. Als eifrige Anhänger der so genannten Linden verschwanden sie nach den Wirren des Landhandels von der politischen Bildfläche.